# Elymus glaucus
Elymus glaucus är en gräsart som beskrevs av Samuel Botsford Buckley. Elymus glaucus ingår i släktet elmar, och familjen gräs. Inga underarter finns listade i Catalogue of Life.

## Bildgalleri

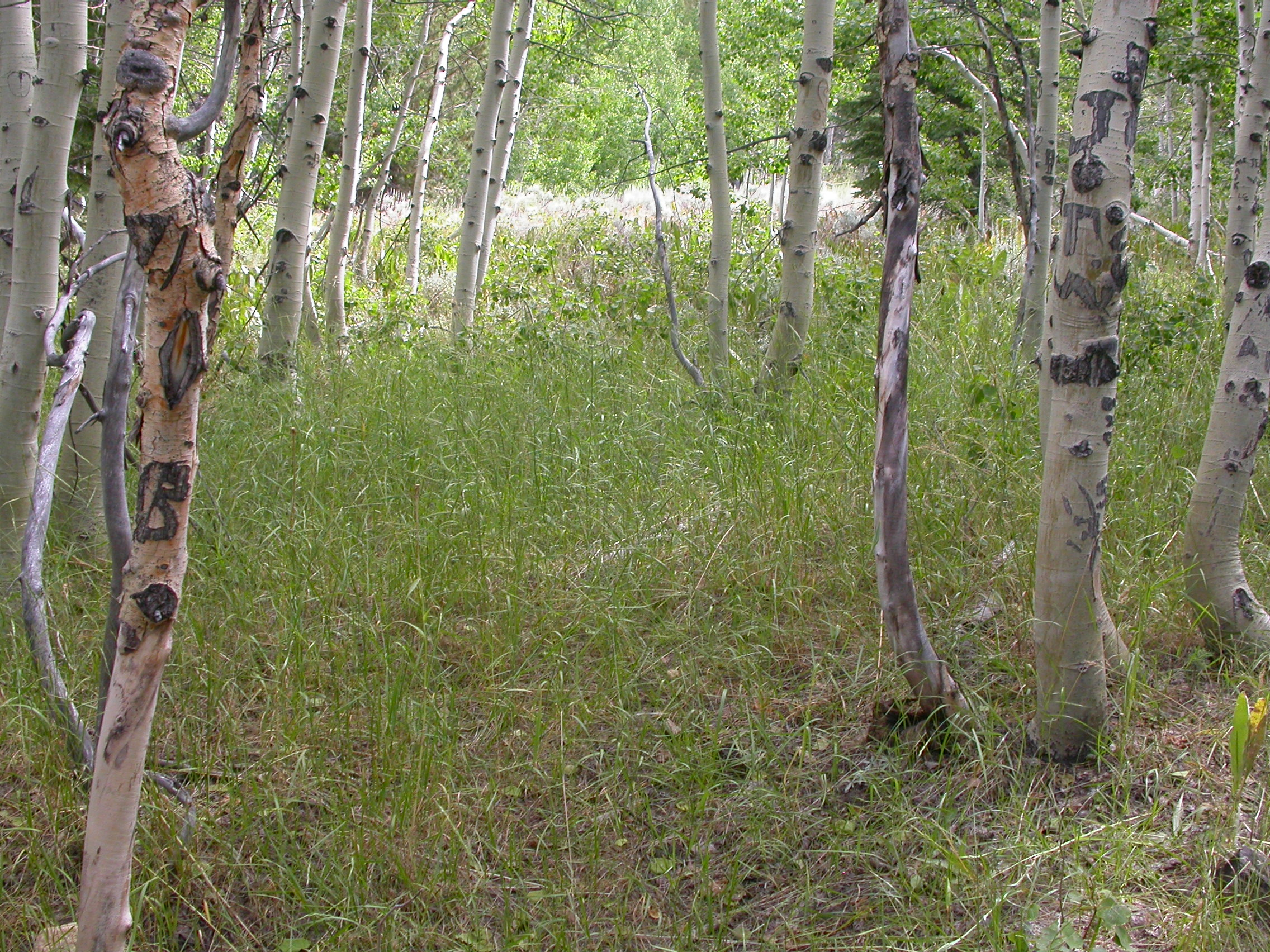
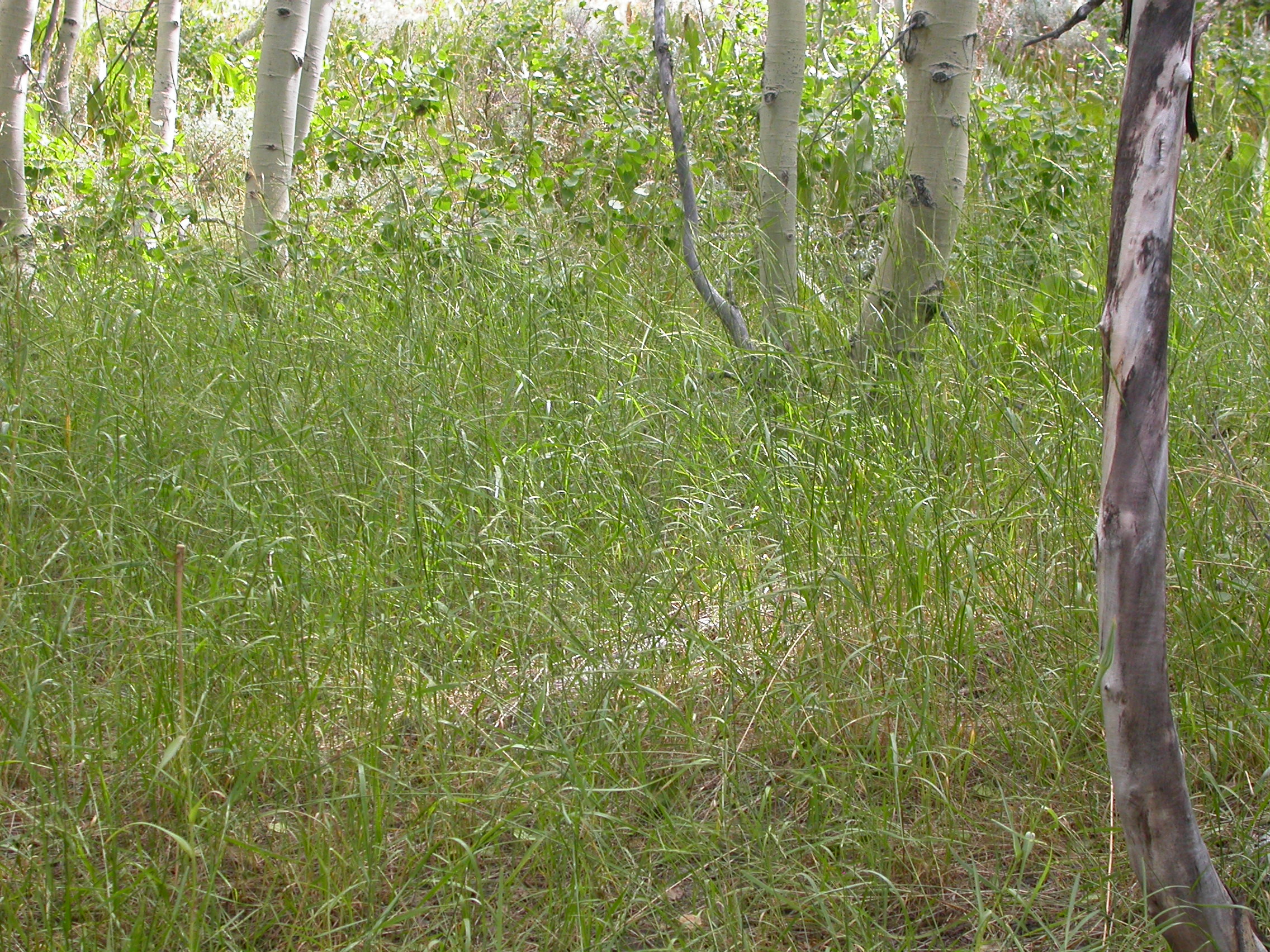
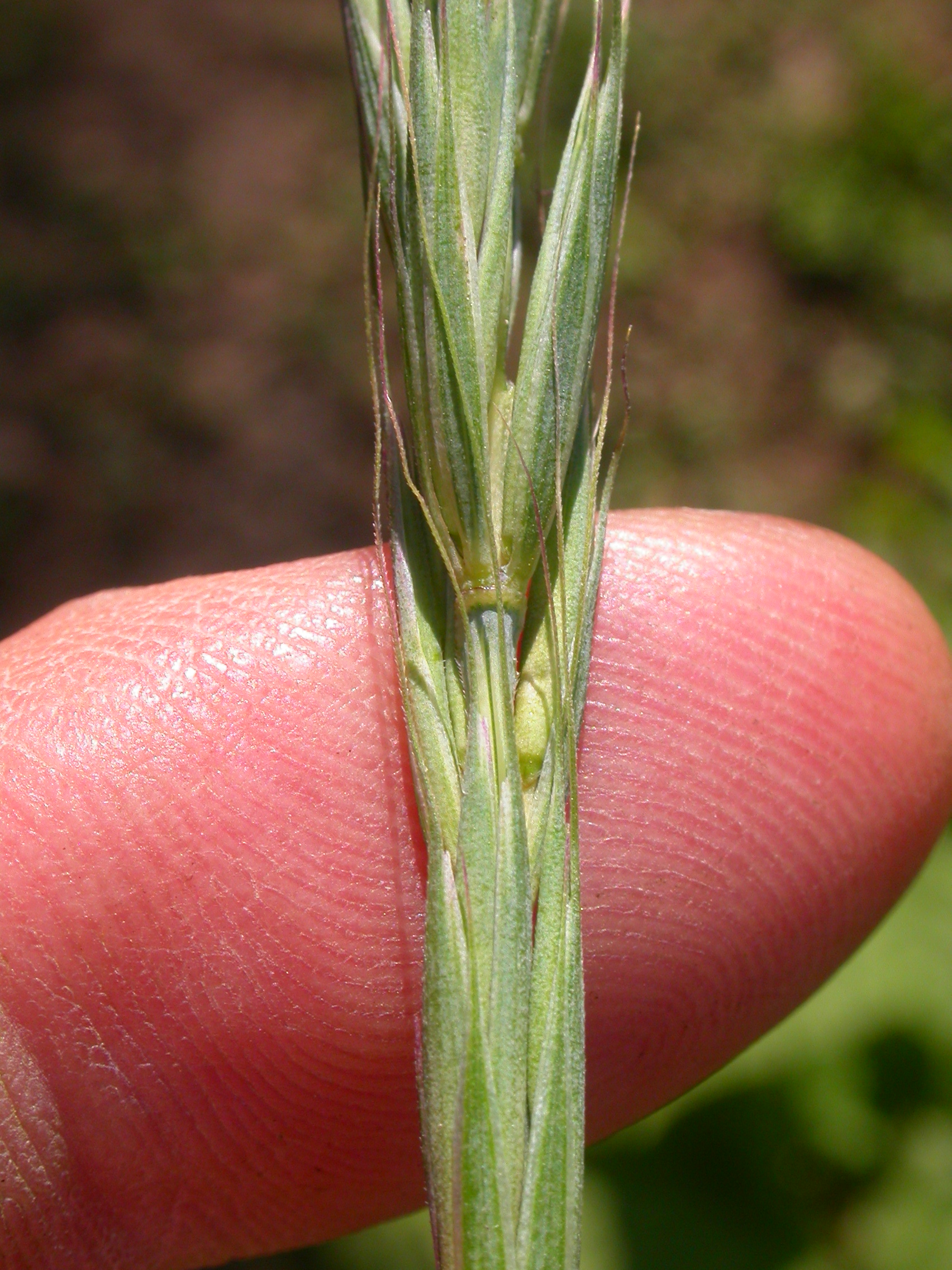
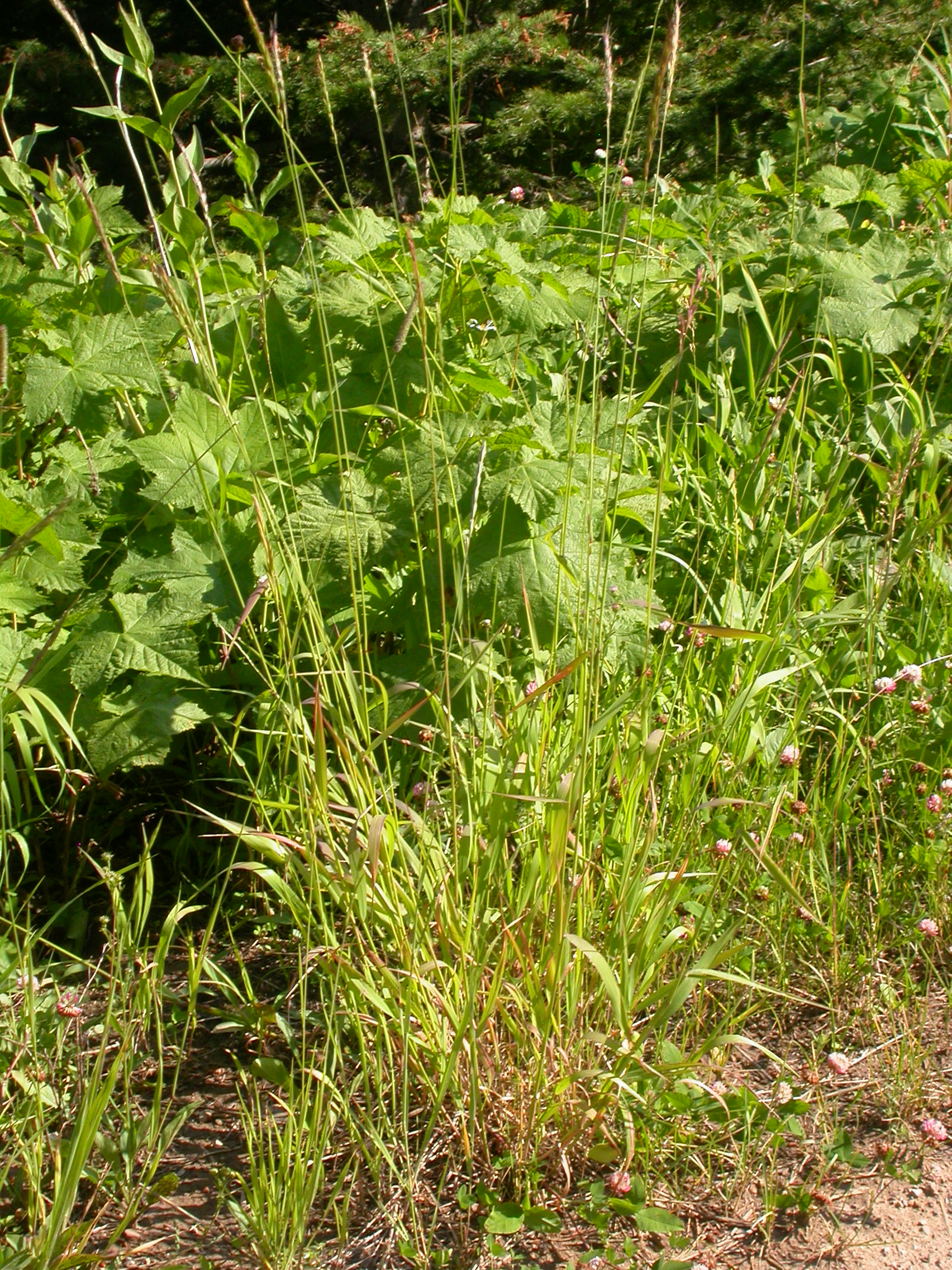